# Gmina Laskowa
Die Gmina Laskowa ist eine Landgemeinde im Powiat Limanowski der Woiwodschaft Kleinpolen in Polen. Ihr Sitz ist das gleichnamige Dorf mit etwa 3150 Einwohnern.

## Gliederung
Zur Landgemeinde (gmina wiejska) Laskowa gehören folgende neun Dörfer mit einem Schulzenamt:
Laskowa
Jaworzna
Kamionka Mała
Żmiąca
Strzeszyce
Ujanowice
Krosna
Kobyłczyna
Sechna